# Xystrota griseocostata
Xystrota griseocostata är en fjärilsart som beskrevs av W. Warren 1904. Xystrota griseocostata ingår i släktet Xystrota och familjen mätare. Inga underarter finns listade i Catalogue of Life.